# رابطة اليهود الألمان الوطنيين
جمعية اليهود الألمان الوطنيين (الألمانية: Verband nationaldeutscher Juden ) كانت منظمة يهودية ألمانية خلال جمهورية فايمار والسنوات الأولى لألمانيا النازية التي خرجت في نهاية المطاف لدعم أدولف هتلر.

## التاريخ والأهداف والنتائج
تأسست في عام 1921 من قبل ماكس ناومان، الذي كان رئيسها حتى عام 1926 ومرة أخرى من عام 1933 إلى عام 1935، عندما تم حل الجمعية.  كانت الرابطة قريبة من حزب الشعب الألماني الوطني المحافظ والملكي الذي رفض، مع ذلك، الانتماء إلى الرابطة. 
كان هدف الجمعية هو استيعاب اليهود بالكامل في شتات ألماني الألمانية، والقضاء الذاتي على الهوية اليهودية، وطرد المهاجرين اليهود من أوروبا الشرقية من ألمانيا.  كان نعمان يعارض بشكل خاص الصهاينة ويهود أوروبا الشرقية. واعتبر الأول تهديدًا للاندماج اليهودي وناقلي أيديولوجية «عنصرية» تخدم الأغراض الإمبراطورية البريطانية. ورأى الأخير على أنه أدنى عنصريًا وروحيًا.
كان الجهاز الرسمي للجمعية هو Der Nationaldeutsche Jude الشهري الذي حرره ماكس ناومان. تداولت المجلة 6000 في عام 1927. 
كان من بين أنشطة الرابطة مكافحة المقاطعة اليهودية للسلع الألمانية.  كما أصدرت بيانًا ينص على أن اليهود يعاملون بإنصاف.